# Брей-Хед
Брей-Хэд — прибрежный холм высотой 241 метр, расположенный на севере графства Уиклоу, Ирландия, между городами Брей и Грейстоунс. Является частью хребта Уиклоу и популярным местом пеших прогулок. На вершине холма в юбилейном 1950-м году был установлен крест, к которому в Страстную пятницу совершается крестный ход. В прибрежных скалах проходит железная дорога, разработанная Изамбардом Брюнелем.
Побережье у холма специальным распоряжением были отнесены к природоохранной зоне в марте 2008 года.

## Галерея
- Туристическая тропа
- Железная дорога в скалах
- Вид на Брей-Хэд из гавани Грейстоунса